# ویلیام فیسون
ویلیام فیسون (انگلیسی: William Fison; ۲۵ اکتبر ۱۸۹۰ – ۶ دسامبر ۱۹۶۴) قایقران روئینگ اهل بریتانیا بود.